# Accent (Zeitschrift)
Accent war eine niederländische politische Wochenzeitschrift mit Redaktionssitz in Amsterdam.

## Geschichte
Im Oktober 1967 gründeten der Unternehmer G.D.J. Franken und der pensionierte Vizeadmiral L.H. Reeser das Unternehmen NV De Lage Landen als künftigen Herausgeber von Accent. Franken war mit 249.000, Reeser mit 1.000 Gulden am Unternehmen beteiligt. Letzterer wurde zudem Direktor des Unternehmens und kündigte eine von politischen, kirchlichen und gesellschaftlichen Strömungen unbeeinflusste Zeitschrift an.
Unter dem ersten Chefredakteur Cees Bauer, vormals bei Elsevier, erschien am 2. März 1968 die erste Ausgabe. Das erste Jahr verlief äußerst schleppend, von der Druckauflage von 50.000 Exemplaren konnten nicht einmal 15.000 verkauft werden. Die Lage besserte sich zwar in der Folgezeit etwas, doch bevor in den Jahren 1971 bis 1976 die Auflage des Blattes um eine Auflage von 40.000–50.000 Exemplaren pendelte, war bereits Direktor Reeser zum 1. Januar 1970 zurückgetreten.
Nach Reesers Rücktritt wandte sich Accent politisch den gerade gegründeten Democratisch Socialisten ’70 zu, was sich darin äußerte, dass bekannte Anhänger der Partei in zunehmendem Maße Raum für ihre Ansichten erhielten. Trotz dieser Ausrichtung fehlte es der Zeitschrift an einem markanten Profil, Gewinne wurden auch fünf Jahre nach der Gründung nicht gemacht. Anfang Mai 1974 wurde Accent schließlich durch den Telegraaf-Konzern übernommen, worauf einige der der DS’70 nahestehenden Autoren ihre Mitarbeit einstellten. Auch Chefredakteur Bauer kündigte schließlich zum 1. Juli 1974.
Bauers Nachfolger Hans Knoop schloss nahtlos an die Arbeit seines Vorgängers an und konnte 1976 einen Coup landen, als er dem flüchtigen Kriegsverbrecher Pieter Menten in die Schweiz nachfolgte und dort im Dezember jenes Jahres dessen Verhaftung erreichte. Dies bescherte Accent einen wochenlangen Auflagenhöheflug, der in jener Zeit weit über die 100.000er-Marke führte. Danach fiel das Blatt jedoch in die alte Biederkeit zurück, Knoop verließ Accent schließlich im Oktober 1977. Die Zeit seines Nachfolgers Edo Brandt währte nur kurz, auch eine Auflage von über 87.000 Exemplaren des Jahres 1978 konnte das Blatt nicht mehr vor der Einstellung bewahren, die letzte Ausgabe erschien am 26. August 1978.

### Chefredakteure
| Cees Bauer | 1968–1974 |
| Hans Knoop | 1974–1977 |
| Edo Brandt | 1977–1978 |